# Bol
|  | Per a altres significats, vegeu «bol alimentari». |

|  | Per a altres significats, vegeu «Bol (Croàcia)». |

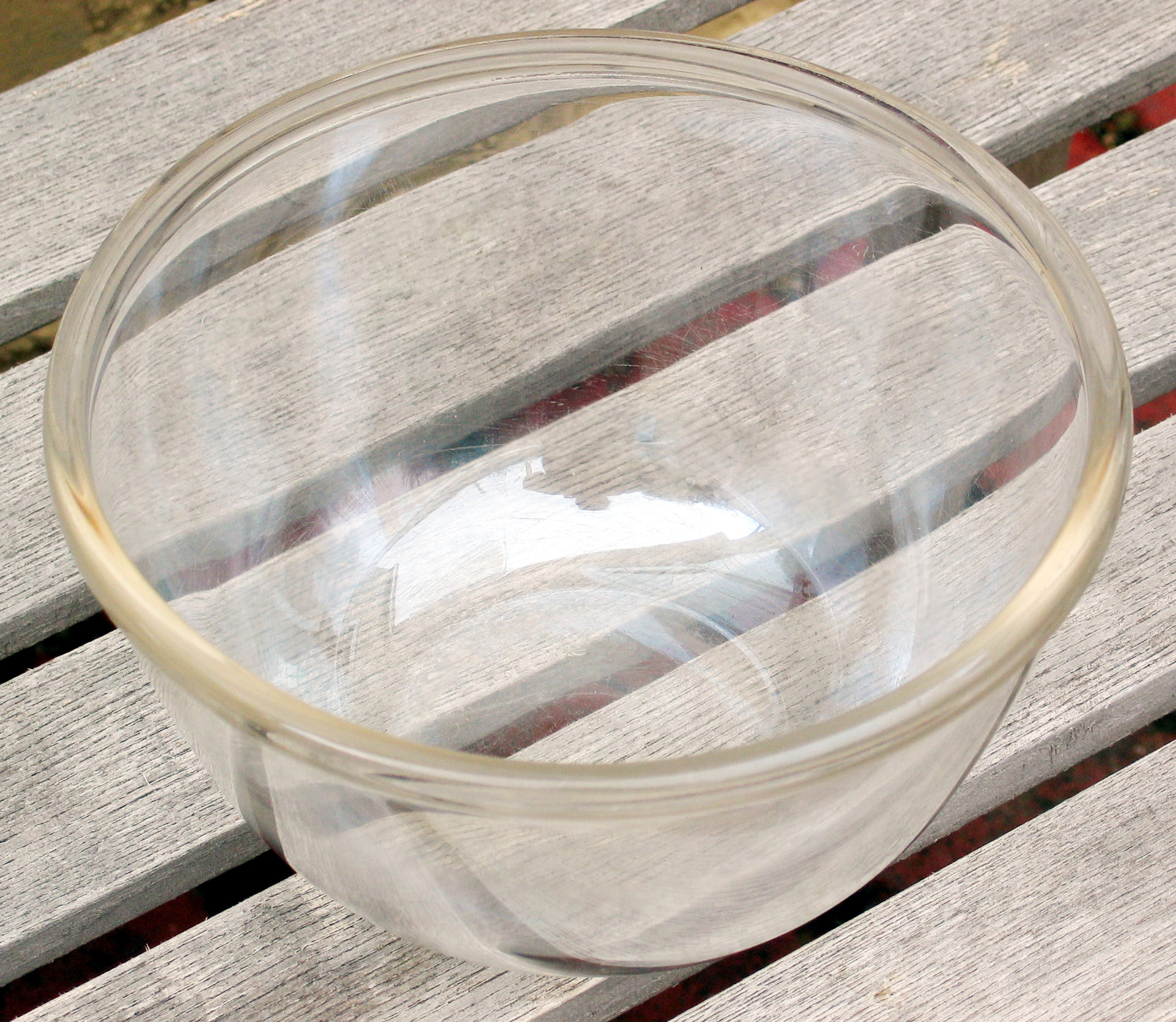
Un bol de plàstic

Un bol és un atuell hemisfèric sense anses destinat a contenir aliments líquids (cafè, llet, te, etc.), per beure's el seu contingut o també per rentar-se els dits. La boca és més gran que en els gots. Els bols són fabricats en diferents materials: porcellana, plàstic, metall, fusta i ceràmica i, segons el tipus de material, poden emprar-se per escalfar aliments dins del microones. Tot i tenir funcions semblants, és més alt i menys ample que un gibrell.